# Naomi Watanabe
Naomi Watanabe (渡辺 直美?, Watanabe Naomi; Nuova Taipei, 23 ottobre 1987) è un'attrice, comica, stilista e personaggio televisivo giapponese, rappresentata dalla Yoshimoto Kōgyō.
È salita alla ribalta nel 2008 grazie alle sue imitazioni della cantante statunitense Beyoncé Knowles, che le hanno valso il soprannome di "Beyoncé giapponese". Con 8 milioni di follower, è la celebrità giapponese più seguita sul social network Instagram, e nel 2018 è stata inserita dal Time tra le venticinque persone più influenti di Internet.

## Biografia
Nata a Nuova Taipei da madre taiwanese e padre giapponese, Naomi Watanabe cresce a Ibaraki, cittadina a nord-est di Tokyo, in Giappone. Dopo il divorzio dei genitori, viene cresciuta dalla madre. A causa della scarsa conoscenza della lingua giapponese di quest'ultima, Naomi cresce senza saper parlare fluentemente né il giapponese né il taiwanese. A quindici anni, dopo aver fallito l'ingresso alle scuole superiori, decide di entrare nel mondo dello spettacolo e a diciott'anni si iscrive a una scuola di recitazione per comici.
Nel 2008 fa il suo debutto in televisione nella trasmissione Waratte iitomo!, dove si fa notare per le imitazioni di diversi personaggi dello starsystem internazionale.
Raggiunge la definitiva consacrazione grazie alle imitazioni di Beyoncé e Lady Gaga, in cui balla e canta in playback le loro canzoni, enfatizzando in modo spiritoso i passi delle coreografie. Soprannominata la "Beyoncé giapponese", si è guadagnata un nutrito numero di seguaci sui servizi di rete sociale, fino a diventare la celebrità giapponese più seguita su Instagram. Nel 2018 viene inserita dal Time tra le venticinque persone più influenti di Internet.
Grazie al suo senso dell'umorismo è spesso ospite nei programmi televisivi e radiofonici in qualità di opinionista, e il suo volto compare spesso in diverse pubblicità per i più svariati prodotti. Attiva sia nel campo della televisione sia in quello del cinema, ha svolto il ruolo di giudice per X Factor Japan e ha partecipato alla versione nipponica di Saturday Night Live.
Grande appassionata di moda, nel 2014 ha lanciato il marchio di abbigliamento Punyus, parola che in giapponese significa "paffuto". Il brand, che comprende capi per donne di tutte le taglie, nasce dalla sua difficoltà nel trovare abiti per taglie forti in Giappone, adatti alla sua corporatura. Per presentare la sua collezione, Watanabe organizza due volte all'anno degli eventi promozionali in stile Victoria's Secret. Spesso ospite delle settimane della moda europee, nel 2016 è stata una delle donne dell'anno secondo l'edizione giapponese di Vogue, e nel 2018 è stata una delle testimonial della campagna promozionale di Gap.

## Filmografia

### Cinema
- Tsuna hiichatta! (綱引いちゃった!?), regia di Nobuo Mizuta (2012)
- R100, regia di Hitoshi Matsumoto (2013)
- Itsutsu boshi tourist - The Movie: kyūkyoku no Kyōto tabi, go an'nai shimasu!! (五つ星ツーリスト THE MOVIE 究極の京都旅、ご案内します!! ?), regia di Toshiki Shimazaki (2015)
- Sunny: tsuyoi kimochi, tsuyoi ai (SUNNY 強い気持ち・強い愛?), regia di Hitoshi One (2018)

### Doppiaggio
- Crayon Shin-chan - Bakauma! B-kyū Gourmet Survival!! (クレヨンしんちゃん バカうまっ!B級グルメサバイバル!!?), regia di Masakazu Hashimoto (2013)[8]
- Chibi Maruko-chan: Italia kara kita shōnen (映画ちびまる子ちゃん イタリアから来た少年?), regia di Jun Takagi (2015)[9]
- Notte al museo - Il segreto del faraone (Night at the Museum: Secret of the Tomb), regia di Shawn Levy (2015)[10]
- Pixels, regia di Chris Columbus (2015)[11]
- Ghostbusters, regia di Paul Feig (2016)[12]
- Thomas & Friends: The Great Race, regia di David Stoten (2016)[13]
- Coco, regia di Lee Unkrich e Adrian Molina (2017)[14]
- Come ti divento bella! (I Feel Pretty), regia di Abby Kohn e Marc Silverstein (2018)[15]

### Televisione
- Deka Wanko (デカワンコ?) – serie TV (2011)
- Yūsha Yoshihiko to maō no shiro (勇者ヨシヒコと魔王の城?) – serie TV, episodio 2 (2011)
- Oh! Debbie (Oh!デビー?) – serie TV (2011)
- Nagasawa-kun (永沢君?) – serie TV (2013)
- Koroshi no joōbachi (殺しの女王蜂?) – serie TV (2013)
- Isharyō bengoshi: anata no namida, okane ni kaemashō (慰謝料弁護士〜あなたの涙、お金に変えましょう〜?) – serie TV (2014)
- A Time of Love (愛情來的時候T) – miniserie TV, episodio 4 (2014)
- Itsutsu boshi tourist: saikō no tabi, go an'nai shimasu!! (五つ星ツーリスト〜最高の旅、ご案内します!!〜?) – serie TV (2015)
- The Hiddens (隱世者們T) – serie TV (2016)
- Keppeki-kun no satsujin file (潔癖クンの殺人ファイル?) – miniserie TV, episodio 3 (2017)
- Kanna-san! (カンナさーん!?) – serie TV (2017)

## Programmi televisivi
- Waratte iitomo! (笑っていいとも!?) (Fuji TV, 2008-2014)
- Ahoyanen! Sukiyanen! (あほやねん!すきやねん!?) (NHK, 2010)
- Zenkai hatsuratsu comedy - Owarai doctor 24-ji!! (全快はつらつコメディ お笑いドクター24時!!?) (ABC, 2010-2011)
- Pikaru no teiri (ピカルの定理?) (Fuji TV, 2010-2013)
- Saturday Night Live Japan (Fuji TV, 2011)
- Zunō kaiten-zushi Q-Bee (頭脳回転ずしQ兵衛?) (Kansai TV, 2012)
- 10biki no Kobuta-chan: yasegaman shinai TV (10匹のコブタちゃん 〜ヤセガマンしないTV〜?) (Fuji TV, 2013)
- X Factor Okinawa Japan (Okinawa TV, 2013-2014, giudice)
- Tsutaete pikatchi (伝えてピカッチ?) (NHK, 2013-2015)
- Gamble the World (ギャンブル・ザ・ワールド?) (TBS, 2014)
- BS Yoshi TV (BS吉テレ?) (BS NTV, 2014-2015, conduttrice)
- Naruhodo presenter! Hanasaki ka times (なるほどプレゼンター!花咲かタイムズ?) (CBC, dal 2015)
- Radio na futari (ラジオな2人?) (Dlife, 2015-2016)
- Shibuya note (シブヤノオト?) (NHK, dal 2016)
- Naomi no heya (NAOMIの部屋?) (NHK, dal 2016, conduttrice)
- NHK Kōkōkoza (NHK高校講座?) (NHK, dal 2016)
- Academy Night G (アカデミーナイトG?) (TBS, dal 2016)
- Otakoi (オタ恋?) (BS Asahi, dal 2016)
- Doyō studio park (土曜スタジオパーク?) (NHK, dal 2017)
- Sekai kurabete mitara (世界くらべてみたら?) (TBS, dal 2017)
- Guruguru Ninety-nine (ぐるぐるナインティナイン?) (NTV, 2017-2018)